# Machairocentron echinatum
Machairocentron echinatum là một loài Trichoptera thuộc họ Xiphocentronidae. Chúng phân bố ở vùng Tân nhiệt đới.